# 公共廁所 (隱語)
公共廁所（或簡稱公廁）为日本、香港等地的隱語，在某些语境下是對特定女性的一種严重侮辱性用詞。根據詞面直譯即女性作為“公共”的廁所，任何男性都可以使用（排泄），引申为性濫交的女性。在日语中，也可能称为肉便器、公眾便所（日语：／）。在中國大陆，對應隐语有「公車」或「公交車」。

## 概要
作為器物而言的公共廁所，一般被定義為供所有人使用的廁所（便池）。由於使用者對其不用負任何責任（包括清潔和遵循如廁禮儀），使得部分便池的品質愈加下降（質素越來越差），比如骯髒和其他衛生問題。
而在一些變態作品中，一些女性被多數男性性侵害後拋棄的情節，被認為和公共廁所的定義類似。

## 歷史
在1920年發行的《秘密辭典》中有一個詞彙，對其的釋義是「賣淫女或十分淫蕩的女人的俗語」（淫売婦または多淫な女などをいう俗語），被認為是最早記載這一詞彙的文獻。在1923年發行的《現代語辭典》中再次提到這個詞彙，作家生田長江對此的論述是「在城市街道交叉的十字路口的廁所，即娼妓和道德敗壞的女人在此處聚集。」

## 公交車
在中國，類似用語為「公交車」，是较为隐晦的侮辱性用语，公車即公共汽車，是一種「誰都能『上』」的交通工具，因此便引申出那些隨意發生性關係（即誰都能「上」）的女性為「公交車」，屬於雙關語。